# 冨長敦也
冨長 敦也（とみなが あつや、1961年 - ）は大阪府大阪市出身の彫刻家。金沢美術工芸大学美術工芸学部美術学科彫刻専攻卒業。金沢美術工芸大学大学院美術工芸研究科絵画・彫刻専攻修了。
(財)ポーラ美術振興財団在外研修助成を受けてイタリアにて研修。
2013年より、ハート型の石の彫刻を各地で人々と一緒に磨くことにより、世界中が石を通じて、つながりあえる「Love Stone Project」を開始する。

## 略歴
- 1961年 - 大阪市生まれ
- 1986年 - 金沢美術工芸大学大学院美術工芸研究科絵画彫刻専攻修了
- 1988年 - 大阪中之島緑道彫刻公募にて受賞 (大阪)
- 1990年 - 第3回三田彫刻コンペティションにて特別賞受賞 (兵庫)
- 1997年 - (財)ポーラ美術振興財団在外研修助成を受けイタリアにて滞在・制作
- 1998年 -「ヤマの男たちのモニュメント」コンクールにて佳作賞受賞 (福島)
- 1998年 - 神戸学院大学創立30周年記念モニュメントコンクールにて一位指名
- 2005年 - あまがさき平和モニュメントデザインコンクールにて優秀賞受賞 (兵庫)
- 2013年 - テキスタイルデザイナーのジャック・ラーセンが築いた庭園美術館LONG HOUSEに作品が収蔵される。
- 2013年 - 第25回UBEビエンナーレ (現代日本彫刻展) にて大賞受賞
- 2017年 - 豊中市の中学美術科の教諭として勤務（2022年まで）

## 主な個展
- 1991年 - 「冨長敦也彫刻展」番画廊（大阪）
- 1996年 - 「はじまりのひと」愛宕山画廊（東京）
- 1997年 - 「冨長敦也展」ギャラリー一穂堂（東京）
- 1998年 - 「ATSUYA TOMINAGA」 GALLERIA KONTRASTE（ピエトラサンタ/イタリア）
- 1998年 - 「冨長敦也展 彫刻・版画」麻布霞町画廊（東京）
- 2000年 - 「シリーズ人間 冨長敦也展」ギャルリ プチボワ（大阪）
- 2000年 - 「冨長敦也彫刻展」ギャラリー白川（京都）
- 2002年 - 「冨長敦也 アッサンブラージュと版画」ギャラリーゴトウ（東京）
- 2002年 - 「Atsuya TOMINAGA」Espace Culturel Bertin poirée（パリ）
- 2004年 - 「いのちのカタチ」セルヴィスギャラリー（大阪）
- 2008年 - 「Atsuya Tominaga」Gallery IPPODO（ニューヨーク）
- 2015年 - 「冨長敦也のハードボイルド展」ときわミュージアム（山口）
- 2017年 - 「冨長敦也 つながる彫刻展」豊中市立文化芸術センター（大阪）
- 2019年 - 「NINGUEN」アートフェア東京（東京）

## 主なグループ展
- 1991年 - 「第26回昭和会展」日動画廊（東京）
- 1997年 - 「REGGIO IN ARTE」（レッジョエミリア/イタリア）
- 1997年 - 「Tra Carrara」Galleria、estero（パドヴァ/イタリア）
- 1998年 - 「Arte ＆ Città」」 サンジョバンニ（インペルシィチェト/イタリア）
- 1999年 - 「Anime Apuane」 （ウィーン、プラハ/オーストリア、グラス/チエコ、カッラーラ/フランス、イタリア）
- 2001年 - 「画廊の視点2001」 大阪府立現代美術センター（大阪）
- 2006年 - 「Art Shanhai」上海世易商城（中国）

## 主な彫刻作品設置
- 1986 - 「囚」金沢市立金沢美術工芸大学/金沢
- 1989 - 「丘─ふたりのいる風景」淀川区民センター/大阪
- 1989 - 「広場─鳩のいる風景」大阪中之島緑道/大阪
- 1989 - 「地平線のある風景」箕面川橋西詰/池田
- 1990 - 「いのちのある風景」千代田駅前/河内長野
- 1990 - 「ブランコの中の女」大阪市立住吉商業高等学校/大阪
- 1991 - 「聖女」大阪福島女子高等学校/大阪
- 1991 - 「碑形の騎手」─ モニュメント広場（三田
- 1992 - 「杖のような男」神戸シオノギビル/神戸
- 1993 - 「騎手」はたそめ地区センター/茨城
- 1993 - 「不動の騎手」ORC200/大阪
- 1993 - 「旅立ちの舟」「鳥になる男」「輪舞」「梟」「山羊」新梅田シティ/大阪
- 1994 - 「天聴」しなのエアー・ウォーター（株）/松本
- 1995 - 「騎手」広坂/金沢
- 1998 - 「洋」「騎手」「はじまりのひと」アーバンエース三ノ宮ビル/神戸
- 1999 - 「紫雲」神戸学院大学/神戸
- 2000 - 「Ninguen 00─6」「Ninguen 00─8」全興寺/大阪
- 2002 - 「雲」全興寺/大阪2001「座る人物」十日町市/新潟
- 2003 - 「海聴」エアー・ウォーター（株）/新潟
- 2003 - 「成長」横浜山手コーポラスハウス/神奈川
- 2005 - 「炎聴」新日化エアー・ウォーター（株）/熊本
- 2006 - 「Ninguen 99─4」ホテル VILLA FONTAIN 九段下/東京
- 2007 - 「土聴」東海液酸（株）/愛知
- 2008 - 「山聴」福島液酸（株）/福島
- 2009 - 「水聴」静岡液酸(株)/静岡
- 2013 - 「NINGUEN」LONGHOUSE/ニューヨーク

## 受賞歴
- 1988 - 大阪中之島緑道彫刻公募にて受賞
- 1990 - 第3回三田彫刻コンペティションにて特別賞受賞（兵庫）
- 1993 - ORC200街をかざる彫刻コンクールにて佳作賞受賞（大阪）
- 1997 - (財)ポーラ美術振興財団在外研修助成を受けイタリアに1年間滞在
- 1998 - 神戸学院大学創立30周年モニュメントコンクールにて一位指名
- 2013 - 第25回UBEビエンナーレ/現代日本彫刻展（山口）大賞受賞

## Love Stone Project
「Love Stone Project」とは冨長による、巨大な石を使ってその土地と出会う人々と一緒に磨き、参加者とともに作品を制作するプロジェクトで、世界中で行われています。これまでにプロジェクトは、約150か所で行われ、およそ2万人が参加しています。

### 開催例
- 2013年 7 月23 日(火),24 日(水),25 日(木) - 大阪教育大学/大阪
- 2013年 8月9日（金）～8月11日（日） - ときわ公園/山口
- 2013年 8月16日（金）～8月18日（日） - 宇部市学びの森くすのき/山口
- 2014年 5月4日（日） - ときわミュージアム/山口
- 2014年 5月 4日(日・祝)  - ときわ湖水ホール（ときわ公園内）/ 山口県宇部市、日本
- 2014年 5月31日（土) - 別府駅北高架商店街「SLOWLY MARKET」 / 大分県、日本
- 2014年 6月 7日(土) - 近畿大学法学部 / 大阪府、日本
- 2014年 6月13日（金）～30日（月） - 神戸市立湊川中学校 / 兵庫県、日本
- 2014年 6月14日（土） - 近大姫路大学 / 兵庫県、日本
- 2014年 6月中旬～ - 宇部市立楠中学校 / 山口県宇部市、日本
- 2014年 6月28日(土)、29日(日) - 佐喜眞美術館 / 沖縄県、日本
- 2014年 6月30日（月）～ - 神戸市立友生支援学校 / 兵庫県、日本
- 2014年 7月4日(金)、5日(土) - 中之島公園「水都大阪」 / 大阪府、日本
- 2014年 7月13日(日) - 心の花美術館 / 長野県、日本
- 2014年 7月18日（金）～8月14日（木） - H家 / 東京都板橋区、日本、ストックホルム、スウェーデン
- 2014年 7月20日(日)、21日(月・祝) - 「Sapporo Conception 札幌現代アート交流展 2014」/ 北海道、日本
- 2014年 7月22日(火)～8月31日(日) - アフリカンアートミュージアム / 山梨県、日本
- 2014年 7月22日（火）～10月14日（火） - 宇部市内各所（ＫＭ） / 山口県宇部市、日本
- 2014年 7月22日（火） - まちやゲストハウス（金沢）/ 石川県、日本
- 2014年 7月23日（水） - 金沢美術工芸大学 / 石川県、日本
- 2014年 7月26日(土)、27日(日) - あさご芸術の森美術館 / 兵庫県、日本
- 2014年 7月29日（火）、30日（水） - セントラルパーク、ハイライン・パーク / ニューヨーク、アメリカ
- 2014年 7月31日(木) - ロックアウェイビーチ / ニューヨーク、アメリカ
- 2014年 8月 2日(土) - Jardín de las esculturas(彫刻公園) / ハラパ、メキシコ
- 2014年 8月 6日（水)-10日(日) - パリ各所 / パリ、フランス（サン・マルタン運河、エッフェル塔、ルーブル美術館、凱旋門、ポンピドゥセンター）
- 2014年 8月12日(火)、13日(水)- アルトモンテ、イタリア
- 2014年 8月20日（水） - 高砂市立鹿島中学校 / 兵庫県、日本
- 2014年 8月25日（月）～27日（水）、29日（金） - 豊中市立第七中学校 / 大阪府、日本
- 2014年 9月～10月 - 加古川市立氷丘小学校 / 兵庫県、日本
- 2014年 9月14日（日） - イオンモール石巻 / 宮城県、日本
- 2014年 10月5日（日） - 原田城跡・旧羽室家住宅（豊中） / 大阪府、日本
- 2014年 10月11日(土)～13日(月) - 第19回「坂のまちアートinやつお2014」/ 富山県、日本
- 2014年 10月中旬～ - 鎌苅邸 / 神戸市、日本
- 2014年 10月17日（金） - 金沢市民芸術村 / 石川県、日本
- 2014年 10月18日(土) - 金沢星稜大学 / 石川県、日本
- 2014年 10月19日(日) - 大阪学院大学 / 大阪府、日本
- 2014年 10月19日(日) - SALT Valley / 大阪府、日本
- 2014年 10月26日(日) - 女子美術大学 / 神奈川県、日本
- 2014年 10月28日（火） - 大阪教育大学 / 大阪府、日本
- 2014年 11月～ - こどものアトリエこぐま / 兵庫県川西市、日本
- 2014年 11月2日（日） - ベトナム芸術大学 / ハノイ、ベトナム
- 2014年 11月2日（日） - 国道190号旧もみじ銀行前「第63回宇部まつり」 / 山口県宇部市、日本
- 2014年 11月8日（土） - 相生学院高等学校 / 兵庫県、日本
- 2014年 11月9日（日） - 名村造船所跡地「名村大人遊園地」 / 大阪市、日本
- 2014年 11月15日(土) - 清心寮 / 大阪府、日本
- 2014年 12月～ - 長崎市立稲佐小学校 / 長崎県、日本
- 2014年 12月～ - 北山家の時間 / 兵庫県、日本
- 2014年 12月中旬～ - ベラクルス州立大学 / ハラパ、メキシコ
- 2014年 12月16日(火) - 京都市立銅駝美術工芸高等学校 / 京都府、日本
- 2015年 1月5日（月） - 相生学院高等学校 / 兵庫県、日本
- 2015年 1月10日（土）、11日（日）、17日（土）2月1日（日）、7日（土）、11日（水・祝） - 「新長田アートプロジェクト」/ 兵庫県、日本
- 2015年 1月17日(土)～21(水) - カフェ・ギャラリーリンデン / 神奈川県横浜市、日本
- 2015年 2月～ - 松下悠七 / 兵庫県、日本
- 2015年 2月～ - LSP記念館準備室 / 山口県、日本 new!
- 2015年 2月～ - 大阪府立高槻支援学校 / 大阪府高槻市、日本
- 2015年 2月～ - グループ「しらす」 / 大阪府、日本
- 2015年 2月4日（水） - スタジオシュガール / 大阪府吹田市、日本
- 2015年 2月13日（金） - 豊中市立第七中学校「アートDAY」 / 大阪府、日本
- 2015年 2月24日（火）～3月1日（日） - 渋谷ヒカリエ / 東京都、日本
- 2015年 3月～ - えぐちの / 大阪府、日本
- 2015年 3月～ - ふーちゃんおめでとう / 兵庫県神戸市、日本
- 2015年 3月～ - 産声ライン / 山口県宇部市・高知県高知市、日本
- 2015年 3月 - Pura Vida！/兵庫県、川西市
- 2015年 3月～ - 岐阜県F家 喜寿＆古希祝い/愛知県 南知多温泉郷
- 2015年 3月～ - もくばアートクラブ / 京都府木津川市、日本
- 2015年 3月～ - 野一色恵美 / 京都市北区、日本
- 2015年 4月～ - 宇部市全小学校キャラバン / 山口県宇部市、日本
- 2015年 4月17日(金)、18日(土) - カステジョン/ スペイン
- 2015年 5月～2020年 - 世沙弥 / 大阪府、日本
- 2015年 10月3日(土)、4日(日) - 神戸ハーバーランド/ 神戸市、日本
- 2015年 10月13日(火) - 大阪教育大学 / 大阪府、日本
- 2015年 10月17日(土)・18日(日) - 中之島中央公会堂 / 大阪府、日本
- 2015年 10月22日(木) - JOBBB / 大阪府、日本
- 2015年 11月～ - Dr.T/ 大阪府、日本
- 2015年 11月21日(土) - 一穂堂/ 東京都、日本
- 2015年 11月～  - Hi Ra Ku/大阪府、大阪市
- 2015年 11月21日(土) - 一穂堂/ 東京都、日本
- 2016年 3月27日(日)～4月3日（日）- 風の石/アスタム村 カトマンズ、ネパール
- 2016年 5月25日- 聖苑/箕面市、日本
- 2016年 9月11日(日) - 福井県立美術館/福井県福井市、日本
- 2016年 9月18日(日) - 京都市立美術館/京都府京都市、日本
- 2016年 9月22日(祝)～25日- モエレ沼公園/北海道札幌市、日本
- 2016年 10月8日(土) - 福岡県立美術館/福岡県福岡市、日本
- 2016年 10月10日(祝)～2月8日(水) - 豊中市立文化芸術センター/大阪府豊中市、日本
- 2016年 10月23日(日) - セントラルギャラリー/愛知県名古屋市、日本
- 2016年 11月6日(日) - 石川県立歴史博物館/石川県金沢市、日本
- 2016年 11月～ -  - こうじ やまざき/大阪府大東区、日本
- 2016年 11月～ - 石のこえ/全国各地
- 2016年 １１月～ - 長崎市立稲佐小学校/長崎県稲佐市
- 2016年 12月～ - Merry Momo/大阪府大阪市、日本
- 2016年 12月18日(日) - ＬａPain Cheri/愛知県日進市
- 2016年 12月 - Ami/大阪府豊中市
- 2017年 2月8日(水)～3月24日(金) - 豊中市立第七中学校/大阪府豊中市、日本
- 2017年 3月25日(土)～31日(金) - 風の石/ティンプー・パロ、ブータン
- 2017年 3月25日(土)～4月17日(月) - 千里中央公園/大阪府豊中市、日本
- 2017年 4月18日(火)～5月19日(金) - 豊中市立泉丘小学校/大阪府豊中市、日本
- 2017年 4月28日 - 五月山公園/大阪府池田市、日本
- 2017年 5月4日(祝)5日(祝) - うろこの家/兵庫県神戸市、日本
- 2017年 5月19日(金)～ - 大阪府立豊中支援学校/大阪府豊中市、日本
- 2017年 8月5日(土)・6日(日) - 豊中まつり(豊島公園) /大阪府豊中市、日本
- 2017年 8月25日(金)～9月22日(金)  - 豊中市立第五中学校/大阪府豊中市、日本
- 2017年 10月～ - 南幌町立南幌中学校/北海道空知郡、日本
- 2017年 10月～ - 由仁町立由仁中学校/北海道夕張郡、日本
- 2017年 10月～ - 西原村立河原小学校/熊本県阿蘇郡、日本
- 2017年 11月30日(木)～12月9日(土) - 上方銀花(東大阪市) /大阪府東大阪市、日本
- 2017年 12月25日～30日 - Dejazmach Wondirad Primary School/Lideta Lemat Primary School アディスアベバ、エチオピア
- 2018年 1月～ - HOSTEL NAGAYADO OSAKA /大阪府大阪市、日本
- 2018年 3月29日 - サムロム村/シュリムアップ、カンボジア
- 2018年 3月30日 - Snadai Khmer/シュリムアップ、カンボジア
- 2018年 4月28日 - 五月山公園/大阪府池田市、日本
- 2018年 7月7日～8日 - 奥河内 高野街道/ 大阪府河内長野市、日本
- 2018年 7月21日～9月2日 - 府中市美術館/東京都府中市、日本
- 2018年 9月10日 - 蛍池こども食堂/大阪府、日本

## コレクション
- 2013年 -「NINGUEN」 LONG HOUSE/NY、アメリカ
- 2013年	-「Our Love」 ときわ公園/宇部市、日本
- 2015年	-「Love Stone Ｐroject－海から森へ」あさご芸術の森美術館/朝来市、日本
- 2016年 -「失われた指環」加藤周一著 版画制作 神奈川県立近代美術館/神奈川県、日本